# Преображенская церковь (Эверкаликс)
Преображенская церковь (швед. Kristi förklarings ortodoxa kyrka) — православный храм в городе Эверкаликсе в Швеции, входящий в юрисдикцию Шведской и Скандинавской митрополии Константинопольского патриархата.

## История
Храм был построен в 2000 году на вилле Sirillus финским шведоязычным писателем Бенгтом Похьяненом, позднее рукоположенным в сан священнослужителя с именем Венедикт.
После ряда неудачных попыток в 2000—2002 годах войти в юрисдикцию Московского патриархата, приход был принят в состав Шведского благочиния Западноевропейского экзархата русских приходов Константинопольского патриархата.
В 2019 году вошёл в юрисдикцию Шведской и Скандинавской митрополии Константинопольского патриархата.